# Season 2. Hideout: The New Day We Step Into
Season 2. Hideout: The New Day We Step Into – drugi minialbum południowokoreańskiej grupy Cravity, wydany 24 sierpnia 2020 roku przez wytwórnię Starship Entertainment. Płytę promował singel „Flame”.

## Lista utworów
| CD | CD                              | CD                                                          | CD                                                         | CD                                              | CD      |
| Nr | Tytuł utworu                    | Tekst                                                       | Kompozycja                                                 | Aranżacja                                       | Długość |
| -- | ------------------------------- | ----------------------------------------------------------- | ---------------------------------------------------------- | ----------------------------------------------- | ------- |
| 1. | „Flame”                         | JQ, Da0, BrotherSu                                          | Jisoo Park (153/Joombas), Jeff Lewis, Blair Taylor         | Blair Taylor                                    | 3:14    |
| 2. | „Believer”                      | JQ, Moon Seoul, Park Ji-won (makeumine works), Serim, Allen | David Amber, Andy Love                                     | David Amber                                     | 3:33    |
| 3. | „Ohh Ahh”                       | Chai Lin (153/Joombas)                                      | Joony (153/Joombas), Andy Love, Pablo Groove (153/Joombas) | Joony (153/Joombas), Pablo Groove (153/Joombas) | 3:25    |
| 4. | „Realize”                       | Lee Seuran, Serim, Allen                                    | Daniel Kim, Jeremy G (Future Sound), Al Swettenham         | Geek Boy                                        | 3:35    |
| 5. | „Hot Air Balloon” (kor. 열기구) | BrotherSu                                                   | Willie Weeks, BrotherSu                                    | Willie Weeks                                    | 3:07    |
| 6. | „Sunrise”                       | The Name, Min Yeon-jae, Woo Sung-jun                        | The Name, Shin Ki-hyun, Woo Sung-jun                       | Shin Ki-hyun                                    | 3:17    |
| 7. | „Breathing” (kor. 호흡)         | KZ, Tae Bongee, HOFF                                        | KZ, Tae Bongee, HOFF                                       | KZ, Tae Bongee                                  | 3:38    |

## Notowania
| Lista                        | Pozycja | Źr.   |
| ---------------------------- | ------- | ----- |
| South Korean Albums (Circle) | 1       | [ 2 ] |
| Japanese Albums (Oricon)     | 15      | [ 3 ] |

## Nagrody w programach muzycznych
| Program            | Data            | Źródło |
| ------------------ | --------------- | ------ |
| The Show (SBS MTV) | 1 września 2020 | [ 4 ]  |

## Sprzedaż
| Kraj             | Sprzedaż |
| ---------------- | -------- |
| Korea Południowa | 166 644+ |
| Japonia          | 6499+    |